# Maddin in Love
Maddin in Love ist eine deutsche Fernsehserie, die 2008 auf Sat.1 ausgestrahlt wurde. Hauptdarsteller war Martin Schneider, bekannt aus der Schillerstraße.

## Handlung
Der liebessuchende Tierpfleger Maddin erbt. Allerdings kann er sein Erbe nur antreten, wenn er innerhalb eines Monats heiratet. Maddin kämpft für die Liebe, zumal er mit dem Geld den Tierpark samt den von Maddin geliebten Tieren vor dem Ruin retten kann.

## Hintergrund

### Ausstrahlung & Produktion
Sat.1 zeigte die acht Folgen umfassende erste Staffel vom 20. Januar 2008 bis 10. Februar 2010 in Doppelfolgen. Die erste Staffel der Sat.1-Serie erreichte im Schnitt 2,53 Millionen Zuschauer (8,2 Prozent), beim jungen Publikum 11,9 Prozent.

### Auszeichnungen
Maddin in Love wurde 2008 in der Sparte „Beste Comedyserie“ für den Deutschen Comedypreis nominiert. Den Preis erhielt schließlich jedoch die Serie Doctor’s Diary.